# 三好長虎
三好 長虎（みよし ながとら、生没年不詳）は戦国時代の武将。父は三好長逸。名は弓介、久介、久助、生長。

## 略歴
父と共に三好長慶に仕える。天文19年（1550年）に三好長慶と反目する将軍足利義輝、細川晴元が中尾城に立て籠もり中尾城の戦いが勃発したが、その中の7月14日に行われた東山の戦いの際、長虎の与力1人が幕府軍の鉄砲に当たり戦死した。公家の山科言継はこれを聞いて自らの日記である『言継卿記』にそのことを書いた。この記録が日本初の鉄砲使用例とされている。
天文20年（1551年）2月27日に師子谷で六角氏と、3月16日には二万の軍を率いて西賀茂を放火している。
永禄4年（1561年）3月30日、将軍義輝の三好義興邸御成りの際には管領細川氏綱、三好長慶、松永久秀、三好長逸、三好宗渭の次に長虎が進物を献上しており、三好家中での席次は高かったことがわかる。
永禄8年（1565年）5月19日、三好家当主の三好義継とそれを補佐する三好三人衆（三好長逸・三好宗渭・岩成友通）、更に松永久通の軍勢が将軍義輝を襲撃して殺した永禄の変に長虎が参加していたかどうかは不明である。この後、次期将軍として三好三人衆は足利義栄を擁立すると、それに反対する松永久秀、久通父子と三好家を二分して争う事態となるが、長虎は三人衆と行動を共にした。
永禄10年（1567年）2月に三好義継が三人衆を見限って久秀の側に付くという事件が起きた。この頃には長虎は名を兵庫助生長と変えていたが（縁戚の三好宗渭政生からの偏諱か）、『多聞院日記』や『言継卿記』によると10月20日、反三好三人衆・反足利義栄で、足利義秋の味方をする三淵氏、香西氏、宇治田原衆と山城国綴喜郡普賢寺谷で合戦し、生長は三淵氏を討ち取って勝利した。
この10日前の10月10日には三人衆が松永久秀の居城大和国多聞山城を攻撃し、逆に夜襲を受けて大敗し、東大寺の大仏が炎上するという合戦（東大寺大仏殿の戦い）があったばかりであった。
元亀元年（1570年）10月9日に三好康長が生長に書状を出していることから、この頃には生長はまだ存命と推測されるが、以後の消息は分からない。結城秀康の五男松平直基の母親・品量院は「三好越後守長虎」の娘であるとされている。越後守長虎が長逸の子長虎と同一人物であるかは不明だが、「小笠原義長六世の孫」と記述されており、長虎（生長）は五世であるため、親子二代で「長虎」という同名を名乗った可能性も指摘されている（三好義長 - 長之 - 之長 - 長光または長則 - 長逸 - 長虎 - 越後守長虎 - 品量院）。